# Драј Таверн (Пенсилванија)
Драј Таверн (енгл. Dry Tavern) насељено је место без административног статуса у америчкој савезној држави Пенсилванија.

## Демографија
По попису из 2010. године број становника је 697.
| Група             | 2000.    | 2010.       |
| Белци             | 0 (0,0%) | 678 (97,3%) |
| Афроамериканци    | 0 (0,0%) | 2 (0,3%)    |
| Азијати           | 0 (0,0%) | 5 (0,7%)    |
| Хиспаноамериканци | 0 (0,0%) | 7 (1,0%)    |
| Укупно            | 0        | 697         |